# 藍色飛揚
〈藍色飛揚〉（英語：Dare for More）是一首群星合唱的歌曲。該歌曲由林夕作詞、杜自持作曲。該歌曲為2004年百事可樂廣告主題曲，於2004年5月31日由百事可樂以宣傳單曲形式發行。

## 背景和發行

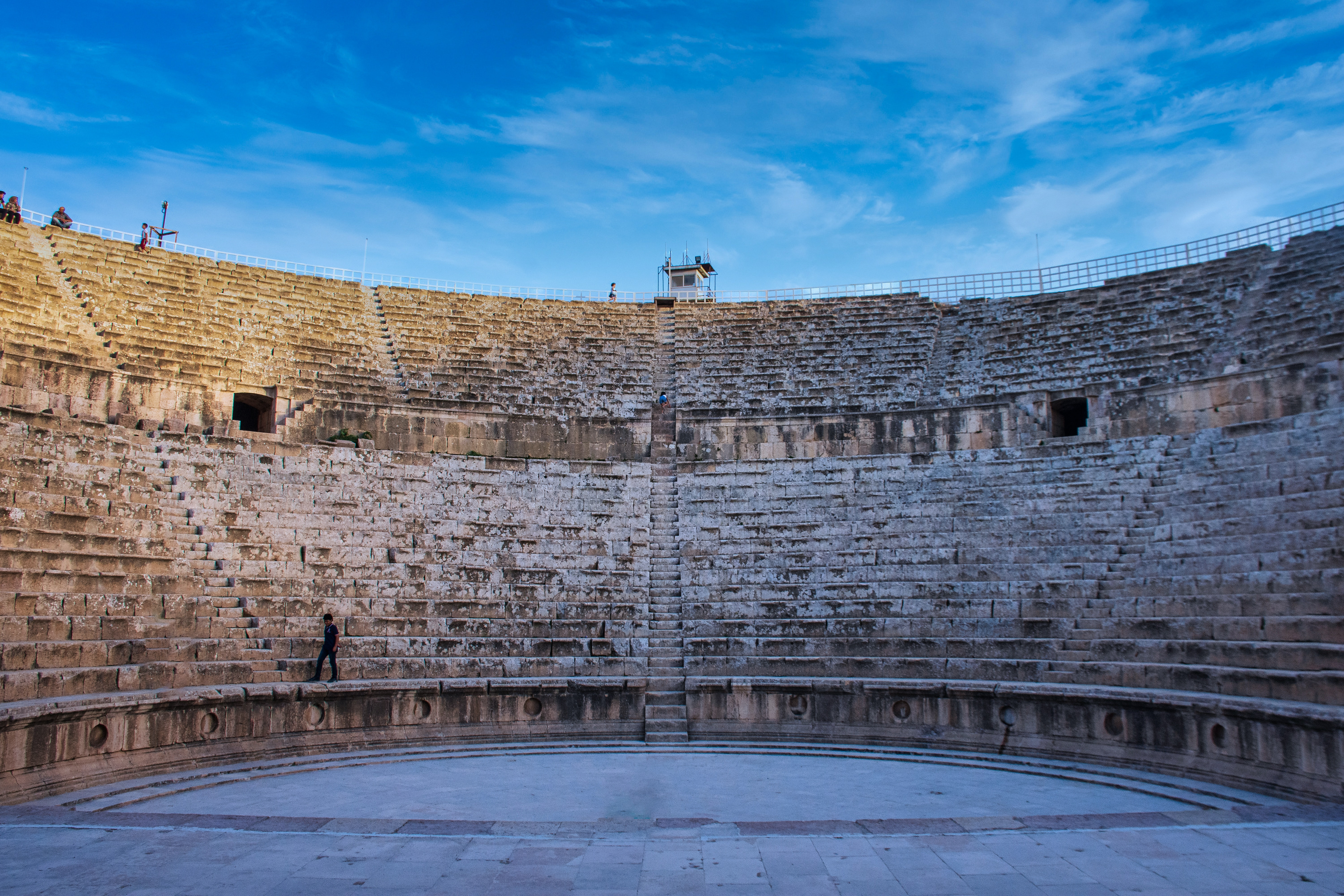
約旦傑拉什南面劇場為MV的拍攝取景地之一。

2004年4月19日，媒體報導郭富城、鄭秀文、周杰倫、蔡依林、陳冠希及F4共九位百事可樂代言人前往約旦拍攝全新廣告。該廣告籌備時間達十個月，以電影手法製作，製作成本超過港幣一億元，九位代言人以古裝英雄造型登場。
該廣告主題曲〈藍色飛揚〉由九位代言人合唱，林夕作詞，杜自持作曲。九人於赴約旦拍攝前，在香港和臺灣兩地歷時11日完成歌曲錄製，饒舌部分由陳奐仁演唱。
同年12月17日，新力音樂發行合輯《百事音樂風雲榜》，收錄僅由周杰倫、蔡依林及F4六人演唱的版本。

## 現場表演
2004年5月31日，九位代言人在香港出席「百事藍色飛揚IX星匯 Blue Legend首播記者會」，並於活動中合唱〈藍色飛揚〉。

## 發行歷史
| 地區 | 日期          | 格式   | 發行商   |
| ---- | ------------- | ------ | -------- |
| 臺灣 | 2004年5月31日 | 宣傳CD | 百事可樂 |